# Pierre Peyrolle
 (mars 2021).
Si vous disposez d'ouvrages ou d'articles de référence ou si vous connaissez des sites web de qualité traitant du thème abordé ici, merci de compléter l'article en donnant les références utiles à sa vérifiabilité et en les liant à la section « Notes et références ».
Pierre Peyrolle, né en 1945 à Paris, est un peintre, illustrateur et décorateur français. De culture baroque, ses références vont de Monsu Desiderio à Salvator Dali. Dès sa jeunesse, sa passion pour l’architecture baroque et l’opéra le mène de l’Italie à l’Allemagne. 

## Biographie
À Naples, Pierre Peyrolle découvre l’art de Salvator Rosa qui sera déterminant pour son œuvre. Assistant décorateur à Ravenne en 1965, il s’installe à Venise où il vit dix-sept ans, puis participe à une cinquantaine d’expositions, à Paris, Londres, Arezzo, Naples, Rome, Bruxelles, Hambourg... 
Illustrateur en publicité, il peint des images très réalistes pour Levis, Air France, Suze, Ambre solaire, Ray-Ban, BP et des affiches, de film, pour Jean-Jacques Beineix, Alan Parker, Ettore Scola… 
- 1984 pour un cycle de conférences sur l’illustration européenne au Whitney Museum à New York.
- 1991 au musée d’art européen Nörvenich expose le festin d’Alexandre en hommage au triangle d’or Dali, Fuchs, et Peyrefitte.
- 1999 Co-commissaire de l’exposition surréaliste au musée de Noyers sur Serein.
- 2000 Élu président du conseil d’administration de l’ADAGP jusqu’en 2012.2001 Co-commissaire scientifique de l’exposition « Hommage à L'Île des morts d’Arnold Böcklin » au musée Bossuet, à Meaux.
- Il est un représentant de l’hyperréalisme métaphysique au « Museum Europaische Kunst » en Allemagne.
- Il aime visiter les mythes à travers une figuration minutieuse où Freud et Nietzsche mènent la danse, amoureux de la musique baroque, il peint avec la virtuosité d’un maître du XVIIe siècle et la mélancolie d’un auteur romantique.
- Il a suscité des textes et commentaires de Pierre Rival, Noël Coret, Dominique Brême, Laure Beaumont-Maillet et Frédéric Gabriel entre autres.

Son credo « Je ne suis pas peintre au sens où je ne m’inscris pas dans l’évolution de l’art contemporain ou dans son orthodoxie, je suis un individu qui médite sur toute cette culture qui m’a porté vers la représentation mais je le fais avec un pinceau à la main ».

## Listes des expositions
- 1973/74 : Société nationale des Beaux-Arts - Paris
- 1977 : Acquisition du Fonds National d’Art Contemporain des musées français 1983/85 Figuration critique, Grand Palais - Paris
- 1984 : « Dix ans d’illustration européenne » Whitney Museum - New York
- 1987 : « Kunst für Kommerz » galerie Hubauer - Hambourg
- 1997 : Salon «Coup de cœur » Espace Cardin - Paris
- 1998 : Musée de Noyers sur Serein
- 2001 : « Hommage à l’île des morts d’Arnold Böcklin » - musée de Meaux 2004 Salon de mai - Paris
- 2006 : Musée de Wolnzach - Bavière- Allemagne
- 2006/7/8 : Salon du Fantastique Européen (SAFE) le Mont-Dore - France 2006 Regensburg - Bavière- Allemagne
- 2008 : Parlement européen - Bruxelles
- 2009 : Musée Dali - Barcelone
- 2011 : Galerie F. Daneck - Paris
- 2012 : Galerie Gismondi - rue Royale - Paris
- 2017 : Theatrum mundi présente l’œuvre de Pierre Peyrolle au musée d’Arezzo - Italie
- 2018 : « La profondeur de l’artifice »painting by P.Peyrolle -galerie Tomasso Brothers -Londres
- 2018 : « L’art de l’artifice » 11 juin-1er septembre au musée archéologique de Naples.
- 2018 : Fine Art au Carrousel du Louvre (stand Steinitz)
- 2019 : Galerie Benucci via del Babouino - Rome
- 2019 : Galerie Desmet rue des Minimes - Bruxelles

## Livres et catalogues
- Une année d’illustration Européenne (1982/83) page.82.125.250. Ed.polygon SART, page.259, Basilea, 1982
- Je ne suis qu’une prolongation utopique de l’art de peindre, 2005, page.12, Parigi
- Le théâtre de la mémoire, FVW Edition 2007, page.144, Ed.Adago, Pag-Bruxelles
- Un cabinet de merveilles, 2014, page.144, Ed.Adagp, Pag-Bruxelles
- Un cabinet de Merveilles, 2014, pagg.346, ed.F;M;
- Theatrum Mundi, Cabinet of curiosities, presents l’opera di Pierre Peyrolle, 2017, pagg;64, Rdizioni Enzo Albano, Napoli,  (ISBN 978 8894 342734)